# Vandœuvre-lès-Nancy
Vandœuvre-lès-Nancy é uma comuna francesa na região administrativa do Grande Leste, no departamento de Meurthe-et-Moselle. Estende-se por uma área de 9.46 km², e possui 30.009 habitantes, segundo o censo de 2018, com uma densidade de 3.200 hab/km².